# Hazel
Hazel (Brasil: Hazel, a Empregada Maluca ) é uma série de televisão dos Estados Unidos, do gênero comédia, sobre uma empregada doméstica chamada Hazel Burke (Shirley Booth) e seus empregadores, a família Baxter.
Hazel é uma empregada doméstica intrometida, que coloca ordem na casa da família Baxter, onde o chefe da família, George Baxter, é um advogado muito ocupado, que precisa de ajuda para organizar seu lar.
A série teve duração de cinco temporadas, com um total de 154 episódios, que foram ao ar no horário nobre de 28 de setembro de 1961 até 11 de abril de 1966. O seriado foi ao ar na NBC durante os primeiros quatro temporadas. A primeira temporada foi transmitida em preto e branco, tornando-se colorida já na segunda temporada. A quinta e última temporada foi ao ar pela CBS. Foi baseado nas histórias em quadrinhos criadas por Ted Key, da revista Saturday Evening Post.

## Personagens
- Shirley Booth é Hazel Burke
- Don DeFore é George Baxter
- Whitney Blake é Dorothy Baxter
- Bobby Buntrock é Harold Baxter
- Maudie Prickett é Rosie
- Ray Fulmer é Steve Baxter
- Lynn Borden é Barbara Baxter
- Julia Benjamin é Susie Baxter

## Hazelno Brasil
Na televisão brasileira, Hazel foi transmitida inicialmente pela TVS,  Rede Record. Posteriormente foi transmitida pela Rede Bandeirantes.